# 감악산로
감악산로(Gamaksan-ro)는 경기도 양주시 남면 상수교차로에서 파주시 적성면 비룡대교를 잇는 도로이다.

## 주요 경유지
경기도
- 양주시 (남면) - 파주시 (적성면)

## 노선
| 이름            | 접속 노선                                 | 소재지        | 소재지                 | 비고                          |
| 화합로와 직결   | 화합로와 직결                             | 화합로와 직결 | 화합로와 직결          | 화합로와 직결                 |
| --------------- | ----------------------------------------- | ------------- | ---------------------- | ----------------------------- |
| 상수 교차로     | 국가지원지방도 제56호선 (화합로) (광남로) | 양주시        | 남면                   |                               |
| 남면 교차로     | 감악산로53번길                            | 양주시        | 남면                   |                               |
| 구암삼거리      | 감악산로244번길                           | 양주시        | 남면                   |                               |
| 구암사거리      | 휴암로392번길 삼육사로                    | 양주시        | 남면                   |                               |
| 신산1교         |                                           | 양주시        | 남면                   |                               |
| 신산삼거리      | 지방도 제364호선 (감악산로244번길)        | 양주시        | 남면                   | 지방도 제364호선과 중복       |
| 매곡삼거리      | 휴암로                                    | 양주시        | 남면                   | 지방도 제364호선과 중복       |
| 신암검정교      |                                           | 양주시        | 남면                   |                               |
| 신암삼거리      | 감악산로514번길                           | 양주시        | 남면                   |                               |
| 어룡고개        |                                           | 양주시        | 남면                   |                               |
|                 | 파주시                                    | 적성면        |                        |                               |
| 설마 교차로     | 파주시                                    | 적성면        | 설마천로               |                               |
| 감악1교         | 파주시                                    | 적성면        |                        |                               |
| 감악1터널       | 파주시                                    | 적성면        |                        | 상행 연장 405m 하행 연장 419m |
| 감악2교         | 파주시                                    | 적성면        |                        |                               |
| 감악2터널       | 파주시                                    | 적성면        |                        | 상행 연장 287m 하행 연장 285m |
| 감악3교         | 파주시                                    | 적성면        |                        |                               |
| 감악3터널       | 파주시                                    | 적성면        |                        | 상행 연장 310m 하행 연장 375m |
| 감악4교         | 파주시                                    | 적성면        |                        |                               |
| 감악5교         | 파주시                                    | 적성면        |                        |                               |
| 감악6교         | 파주시                                    | 적성면        |                        |                               |
| 감악7교         | 파주시                                    | 적성면        |                        |                               |
| 적성대대 교차로 | 파주시                                    | 적성면        |                        |                               |
| 적성 교차로     | 파주시                                    | 적성면        | 청송로                 |                               |
| 구읍 교차로     | 파주시                                    | 적성면        | 구읍로                 |                               |
| 가월 교차로     | 파주시                                    | 적성면        | 국도 제37호선 (율곡로) |                               |
| 비룡대교        | 파주시                                    | 적성면        |                        |                               |
| 청정로와 직결   |                                           |               |                        |                               |

## 주요 건물 및 시설
- S-OIL 상수주유소 (감악산로 107/상수리 568-12)
- GS칼텍스 감악산주유소 (감악산로 144/상수리 584-1)
- 이마트24 양주구암로드점 (감악산로 218/구암리 24-3)
- 알뜰 남면주유소 (감악산로 373/매곡리 62-7)
- 세븐일레븐 양주남면점 (감악산로 377/매곡리 62-1)
- 적성119안전센터 (감악산로 1220/구읍리 157-7)
- 이마트24 파주적성점 (감악산로 1567-1/주월리 1263-3)